# Juan Jacinto Vázquez y Vargas
Juan Jacinto Vázquez Vargas, I conde de Pinos Puente (España, 1681 – Viena, 23 de diciembre de 1754) fue un militar español al servicio del archiduque Carlos de Austria en la guerra de sucesión española, que una vez terminada esta pasó a Austria donde vivió hasta su muerte. Es el fundador de la casa nobiliaria austríaca de los condes Vasquez de Pinos.

## Biografía
Fue hijo del capitán Antonio Vázquez Cano, veinticuatro de Granada y de doña Francisca de Vargas y Morales, fue bautizado el 2 de marzo de 1682 en la iglesia de Nuestra Señora de las Angustias de Granada. Fue por ello gran devoto de la Virgen de las Angustias, de profunda raigambre granadina. En el momento de la guerra de sucesión española luchó en el bando austracista, mandando tropas en Cataluña a las órdenes del conde de Starhemberg. Posteriormente una vez finalizada la contienda pasó Austria y se incorporó al ejército imperial, luchando entre los años 1715 y 1718, contra los turcos en Hungría y Sicilia, alcanzando en esta isla  el grado de coronel. El 7 de noviembre de 1723 alcanzó el rango de Generalfeldwachtmeister y posteriormente en 1733 el de teniente-mariscal de campo. En diciembre de 1724 fue nombrado propietario del nuevo regimiento de infantería n.º 24 del ejército imperial. Participó también en la guerra de sucesión polaca, siendo nombrado sucesivamente general de caballería en 1735 y Generalfeldmarschall en 1741. Con este grado se retiró de la carrera militar activa.
En el período final de su vida vivió en sus tierras de Thumhof en la localidad de Brunn am Gebirge, cercana a Viena. Vivió con el padre de su primera mujer, Ramón Federico de Vilana-Perles, marqués de Rialb (1663-1741) Junto con este restauró la parroquia local de Santa Cunegunda. La iglesia fue inaugurada el 30 de septiembre de 1737 por el arzobispo de Viena con la asistencia del príncipe Manuel de Portugal, conde de Ourem y de la entonces archiduquesa María Teresa (Después emperatriz). Fue traída desde Granada una pintura representando los Siete Dolores de María.
En diciembre de 1754, fue invitado con su esposa a compartir la mesa imperial y durante una conversación con el monarca fue acometido de una alta fiebre, de la que murió a los cuatro días.

## Matrimonios y descendencia
Contrajo matrimonio en dos ocasiones.
- En primeras nupcias con María Ignacia de Vilana-Perles, hija de Ramón Federico de Vilana-Perles y Camarasa, marqués de Rialb, hombre de estado al servicio del archiduque Carlos de Austria.[1]
- En segundas nupcias, el 10 de julio de 1748 con la condesa Maria Ana Kokorzowa (1711-1798), dama de la orden de la Cruz Estrellada.[1] Fue posteriormente gran mayordoma de la archiduquesa María Cristina[5][6][7] y la archiduquesa María Ana de Austria[8] y finalmente gran mayordoma de la emperatriz María Teresa, hasta la muerte de esta en 1780.[9][10]

## Títulos, órdenes y empleos

### Títulos
- 30 de diciembre de 1712: I conde de Pinos Puente[11]

### Órdenes
- 1704: Caballero de la Orden de Santiago.[2][12][13]

### Empleos

#### Corte
- Gentilhombre de boca del Rey de España.[14]

#### Militares

##### Ejército Imperial
- 6 de abril de 1741: Generalfeldmarschall.[1]
- Abril de 1735: General de caballería.[1]
- 22 de noviembre de 1733: Teniente mariscal de campo.[1]
- Diciembre de 1724: Coronel propietario del Regimiento de infantería n.º 43.[1]
- 7 de noviembre de 1723: Generalfeldwachtmeiste.[1]
- 1718 (?): Coronel.[1]

##### Reino de España
- Julio 1705: Coronel del Regimiento de Santa Fé.[12][15][16]

#### Municipales
- Veinticuatro de Granada.[2]